# Still Fantasy
A Still Fantasy (egyszerűsített kínai: 依然范特西, pinjin: Yī Rán Fàn Tè Xī, magyaros átírásban: Ji zsan fan tö hszi) Jay Chou tajvani mandopopénekes hetedik stúdióalbuma, mely 2006. szeptember 5-én jelent meg. Az albumot eredetileg szeptember 8-án akarták kiadni, ám a kínai lemezgyár munkatársai illegálisan feltöltötték a master CD tartalmát az internetre, így a kiadó kénytelen volt azonnal megjelentetni a lemezt. Az albumon szerepel egy duett is, Fej Ju-csing (Fei Yuqing) balladaénekessel, aki dicsérte Chou énektudását és professzionalizmusát a közös munkájukat követően. A Hung mo fang (Hóng Mó Fǎng) című dalban először a pályafutása során spanyol gitár is felhangzik. Az albumért Chou World Music Awards-díjban részesült a legtöbb lemezt eladott ázsiai előadóként, 3 600 000 példányt adtak el a lemezből.

## Számlista
- KrizantémágyásRészlet a Csü hua taj (Ju hua tai) című dalból

Nem tudod lejátszani a fájlt?
Az összes szám szerzője Jay Chou.
| #   | Cím                                                                               | Dalszöveg                                 | Hossz |
| --- | --------------------------------------------------------------------------------- | ----------------------------------------- | ----- |
| 1.  | Je tö ti csi csang (Yè Dè Dì Qī Zhāng) (夜的第七章 Twilight's Seventh Chapter)    | Huang Csün-lang (Jun-Lang Huang) (黃俊郎) | 3:48  |
| 2.  | Ting ma ma tö hua (Tīng Mā Mā Dè Huà) (聽媽媽的話 Listen to Mother's Words)       | Jay Chou                                  | 4:25  |
| 3.  | Faraway (千里之外 Csien li csi vaj (Qiān Lǐ Zhī Wài), Fei Yu-Chinggel)            | Vincent Fang                              | 4:16  |
| 4.  | Pencao Kangmu (Běn Cǎo Gāng Mù) ( részlet) (本草綱目 Herbalist's Manual)          | Vincent Fang                              | 3:29  |
| 5.  | Tuj hou (Tuì Hòu) (退後 Retreat)                                                  | Devon Song                                | 4:21  |
| 6.  | Hung mo fang (Hóng Mó Fǎng) (紅模仿 Popular Imitation)                            | Jay Chou                                  | 3:05  |
| 7.  | Hszin ju (Xīn Yǔ) (心雨 Heart's Rain)                                             | Vincent Fang                              | 4:29  |
| 8.  | Paj szö feng cse (Bái Sè Fēng Chē) (白色風車 White Windmill)                      | Jay Chou                                  | 4:32  |
| 9.  | Mi tie hsziang (Mí Dié Xiāng) (迷迭香 Rosemary)                                   | Vincent Fang                              | 4:11  |
| 10. | Csü hua taj (Jú Huā Tái) (菊花台 Chrysanthemum Terrace; Aranyvirág átka-betétdal) | Vincent Fang                              | 4:53  |